# Wesley Fofana
Wesley Fofana (París, 20 de enero de 1988) es un jugador francés de rugby que se desempeña como centro o wing. Es internacional con Les Blues y juega para el Clermont Auvergne.

## Biografía
De niño, Fofana jugaba al fútbol y el rugby era un deporte secundario que practiba en su escuela como actividad deportiva. Finalmente se decidió por el rugby, para jugar en el Club Universitario de París y finalmente ser seleccionado por el Clermont donde debutó profesionalmente en 2008.

## Selección francesa
Su primer partido con la selección de Francia fue contra Italia en el Stade de France el 4 de febrero de 2012. Después de unas actuaciones impresionantes con su club, se ganó ser seleccionado para el Torneo de las Seis Naciones 2012. Fue titular en el partido inicial contra Italia junto con su compañero de Clermont Aurélien Rougerie. Fofano debutó con try en la victoria francesa con cuatro tries. Participó en los siguientes tres partidos, marcando un try en cada uno de los siguientes partidos.
Ha sido uno de los pocos jugadores destacados de la selección francesa en el Torneo de las Seis Naciones 2013, habiendo periodistas que lo incluyeron en su equipo del torneo, como centro interior, si bien consideró que quedó desaprovechado al colocarlo como wing en los dos primeros partidos, pero tuvo un momento individual sobresaliente cuando marcó un try sensacional en el Twickenham Stadium (23 de febrero de 2013) cuando lo volvieron a poner en el centro. Volvió a marcar un try en el partido final del campeonato, contra Escocia en el Stade de France el 16 de marzo de 2013.
En 2015 es seleccionado para formar parte de la selección francesa que participa en la Copa Mundial de Rugby de 2015. En el segundo partido de la fase de grupo, contra Rumanía, logró un try, contribuyendo así a la victoria de su equipo 38-11; fue elegido por los aficionados (a través de Twitter como "Hombre del partido" (Man of the Match). Anotó un segundo try en esta Copa Mundial en la victoria de su equipo sobre Canadá 41-18.

## Palmarés
- Top 14 2009-2010.